# Tihomir Cipek
Tihomir Cipek (Zagreb, 20. lipnja 1962.) hrvatski je politolog.

## Životopis
Rođen je i odrastao u Zagrebu. Diplomirao je, magistrirao i doktorirao politologiju na Fakultetu političkih znanosti. Usavršavao se u Austriji, Njemačkoj i Engleskoj. Profesor je na Fakultetu političkih znanosti, te na Hrvatskim studijima. Proučava povijest hrvatske političke misli, politiku povijesti, politiku identiteta Hrvatske, srednje i istočne Europe, poredbenu politiku srednje i istočne Europe te povijest europskih integracija. Bio je predsjednik Hrvatskog politološkog društva.

## Djela
Cipek je autor je i suautor nekoliko knjiga te više desetaka znanstvenih članaka u domaćim i stranim časopisima. Osim na hrvatskom objavljuje na engleskom, njemačkom i poljskom jeziku. Njegova značajnija djela su:
- Hrvatska politološka tradicija. Prinosi za povijest hrvatske politologije (suautorstvo s Anđelkom Milardovićem i Marinkom Šiškom, 1995.)
- Ideja hrvatske države u političkoj misli Stjepana Radića (2001.)
- Hrestomatija liberalnih ideja u Hrvatskoj (suautorstvo s Josipom Vrandečićem, 2004.)[3]
- Programatski dokumenti hrvatskih političkih stranaka i skupina 1842. – 1914. (suautorstvo sa Stjepanom Matkovićem, 2006.)[4]
- Nacija, diktature, Europa (2015.)

## Nagrade
- Državna nagrada za znanost u području humanističkih znanosti za 2006. godinu (sa Stjepanom Matkovićem)

## Vanjske poveznice
- Tihomir Cipek, Norveška - srušeni raj  Arhivirana inačica izvorne stranice od 2. veljače 2016. (Wayback Machine), Vijenac, 456 - 8. rujna 2011., www.matica.hr
- Tihomir Cipek, Sudionička demokracija: Trebaju li demokraciji aktivni građani?, Anali Hrvatskog politološkog društva, Vol.11 No.1, lipanj 2015., hrcak.srce.hr
- Tihomir Cipek, Nema globalnog društva  Arhivirana inačica izvorne stranice od 2. veljače 2016. (Wayback Machine), Vijenac, 568 - 10. prosinca 2015., www.matica.hr